# Har Šomera
Har Šomera (hebrejsky: הר שומרה) je hora o nadmořské výšce 590 metrů v severním Izraeli, v Horní Galileji, na hranici s Libanonem.
Má podobu zalesněného návrší, které se zvedá cca 1 kilometr severozápadně od vesnice Šomera. Na jižní straně terén pozvolně klesá k obci Šomera, na severu horu míjí hluboký kaňon vádí Nachal Becet. Převýšení mezi dnem údolí a vrcholkem hory dosahuje víc než 100 metrů. Na protější straně vádí se opět zvedají prudké svahy, po jejichž vrcholových partiích probíhá hranice s Libanonem a před ní ještě stojí vesnice Zar'it.